# 김형성 (골프 선수)
김형성(1980년 5월 12일~)은 대한민국의 골프 선수이다. 2003년에 프로로 전향하여 일본 투어에서 4회 우승했다.